# Saint-Hilarion
Saint-Hilarion är en kommun i departementet Yvelines i regionen Île-de-France i norra Frankrike. Kommunen ligger i kantonen Rambouillet som tillhör arrondissementet Rambouillet. År 2022 hade Saint-Hilarion 988 invånare.

## Befolkningsutveckling
Antalet invånare i kommunen Saint-Hilarion
| Referens: INSEE |